# Ivan Ladislav Galeta
Ivan Ladislav Galeta (9 de mayo de 1947 - 7 de enero de 2014) fue un artista multimedia, director de fotografía y director de cine croata.

## Biografía
Galeta vivió en Kraj Gornji, donde realizó sus proyectos Endart, y trabajó en la Academia de Bellas Artes de Zagreb. Se graduó de la Escuela de Artes Aplicadas y Diseño (Department of Applied Graphics) (1967), en la Escuela Normal en Zagreb (1969), y en los estudios de ciencias de la pedagogía en la Facultad de Filosofía de Zagreb (1981).
En los últimos años ha creado piezas de arte en Internet.

## Filmografía
- WAL(L)ZEN (1989), 35 mm
- Water Pulu 1869 1896(1988), 35 mm
- Two Times in One Space(1985), 35 mm
- PiRâMidas 1972-1984 (1984), 35 mm
- sfaira 1985-1895 (1984), 35 mm

## Videografía
- TV ping-pong (1975/78)
- Video radovi / Video works (1977/78)
- Media Game 1 (1978)
- Drop (1979)
- Railway station – Amsterdam (1979)
- Lijnbaangracht Centrum (1979)
- No 1, 2,3,4 (1979)
- Post Card (1983)
- Pismo / Letter (1995)
- Endart No 1 (2000)
- Endart No 2 (2001)
- Endart No 3 (2003)
- Endart No 4 (2004)